# Catarata Yumbilla
A Catarata Yumbilla é a quinta mais alta queda de água do mundo, com 895 metros de altura. Fica no distrito de Cuispes, provincia de Bongará, departamento de Amazonas, no nordeste do Peru. A queda de água tem quatro a cinco quedas distintas, e é feita em quatro níveis.
É a última grande queda de água a ter sido descoberta. O Instituto Geográfico Nacional (IGN) do Peru indica que a quinta catarata mais alta do mundo tem 895,4 metros de altura.